# 凯尔西地区蒙克拉尔
凯尔西地区蒙克拉尔（法語：Monclar-de-Quercy，法語發音：[mɔ̃klaʁ də kɛʁsi]），或纯音译作蒙克拉尔德凯尔西，是法国奥克西塔尼大区塔恩-加龙省的一个市镇，属于蒙托邦区。

## 地理
凯尔西地区蒙克拉尔（43°57'59"N, 1°35'4"E）面积37.75 平方千米，位于法国奧克西塔尼大區塔恩-加龙省，该省份为法国西南部内陆省份，北起顺时针与洛特省、阿韦龙省、塔恩省、上加龙省、热尔省和洛特-加龙省接壤。
与凯尔西地区蒙克拉尔接壤的市镇（或旧市镇、城区）包括：蒙迪罗斯、皮塞尔西、拉索济耶尔圣让、热内布里耶尔、凯尔西地区皮加亚尔、拉萨尔沃塔-贝尔蒙泰、瓦伊萨克。

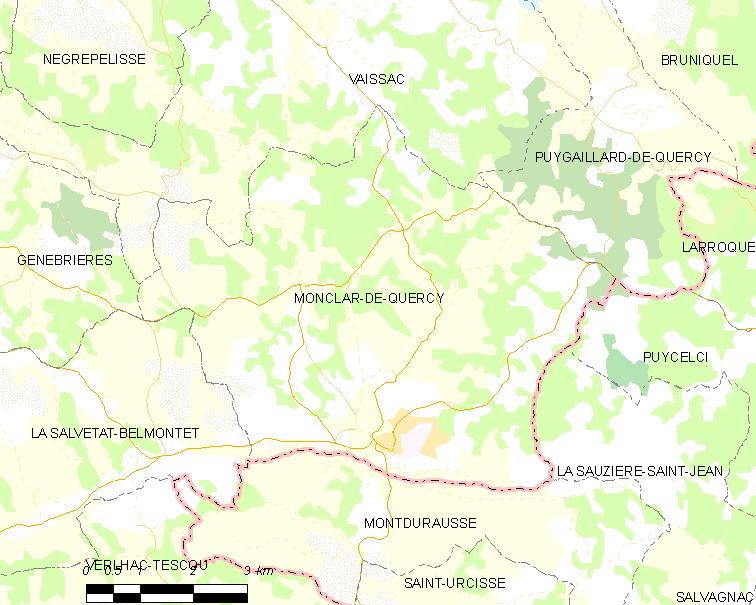
凯尔西地区蒙克拉尔的OSM定位图

凯尔西地区蒙克拉尔的时区为UTC+01:00、UTC+02:00（夏令时）。

## 行政
凯尔西地区蒙克拉尔的邮政编码为82230，INSEE市镇编码为82115。

## 政治
凯尔西地区蒙克拉尔所属的省级选区为塔恩-泰斯库-绿色凯尔西县。

## 人口

1962-2008年间凯尔西地区蒙克拉尔人口变化图示

凯尔西地区蒙克拉尔于2022年1月1日时的人口数量为2039人。